# Nasi synowie
Nasi synowie (oryginalny tytuł: Our Sons, rzadziej spotykany tytuł: Too Little, Too Late) – amerykański dramat telewizyjny w reżyserii Johna Ermana. Film miał swoją premierę 19 maja 1991 roku na kanale ABC.

## Fabuła
Źródło.
James Grant (Hugh Grant) i Donald Barnes (Željko Ivanek) są parą z kilkuletnim stażem. James opiekuje się swoim partnerem, który ma AIDS. Stan zdrowia Donalda cały czas się pogarsza, mężczyzna domyśla się, że nie pozostało mu wiele dni. Chciałby w ostatnich chwilach swojego życia zobaczyć matkę (Ann-Margret), z którą nie utrzymuje kontaktów, ponieważ Luanne nie akceptuje homoseksualizmu syna. James, chcąc spełnić marzenie partnera, pyta swoją matkę (Julie Andrews), czy nie pojechałaby do Fayetteville, prowincjonalnego miasteczka w stanie Arkansas, z powiadomieniem o prośbie Donalda. Audrey zgadza się pomóc synowi i jego partnerowi. Kobieta odnajduje Luanne w jednym z barów, gdzie matka Donalda pracuje jako kelnerka. Spotkanie kobiet będzie pełne niespodzianek. Matka Jamesa przyzna się Luanne’ie, że ona sama miała problemy z zaakceptowaniem syna. Z Audrey połączy ją trwała przyjaźń. Luanne musi pokonać własną, jawną homofobię i nauczyć się kochać syna bezwarunkowo.

## Obsada
- Ann-Margret jako Luanne Barnes
- Julie Andrews jako Audrey Grant
- Hugh Grant jako James Grant
- Željko Ivanek jako Donald Barnes

W pozostałych rolach:
- Tony Roberts jako Harry
- Hal England jako Charley
- Loyda Ramos jako żona pacjenta
- Annabelle Weenick jako pielęgniarka
- Lisa Blake Richards jako stała bywalczyni klubu
- Essex Smith jako menadżer Trailer Park
- Frank Whiteman jako George
- Elizabeth Austin jako Sally
- George Whiteman jako stały bywalec klubu

## Powstanie filmu
Inspiracją do powstania filmu były dokumenty Micki'ego Dickoff'a: pełnometrażowy Too Little, Too Late z 1987 roku oraz krótkometrażowy z 1989 roku pod tytułem Mother, Mother. Dickoff, który jest również współautorem scenariusza do filmu, w wywiadzie prasowym stwierdził, że po emisji dramatu Nasi synowie w telewizji, pewien ojciec z Filadelfii, był tak poruszony produkcją, że pogodził się ze swoim dzieckiem, dotkniętym AIDS.

## Miejsce kręcenia filmu
Film powstawał w Stanach Zjednoczonych: w Los Angeles (dzielnica Northridge), w stanie Kalifornia oraz w mieście Van Buren, w stanie Arkansas.